# NGC 6852
NGC 6852 ist ein planetarischer Nebel im Sternbild Adler. 
Das Objekt wurde am 25. Juni 1863 von dem Astronomen Albert Marth entdeckt.